# Floris I van Bronckhorst

Stamwapen van de heren van Bronckhorst

Floris van Bronckhorst (1222 - 1290) was volgens bepaalde Duitse geschiedschrijvers de zoon van Gijsbert III van Bronckhorst en Kunigunde van Oldenburg.
Floris zou getrouwd zijn met Ermgard van Anhalt. Ermgard, of Ermengarde is geboren in 1226 in Aschersleben, thans een gemeente in de Duitse deelstaat Saksen-Anhalt. Haar overlijdensdatum is niet bekend.
Uit hun huwelijk is geboren:
- Floris van Bronkhorst. Floris wordt genoemd als proost in Hadelen 1298-1306, proost van Sint-Ansgarius in Bremen, domscholaster in Bremen 1298-1306 en electbisschop van Bremen 1307. In 1307 wordt hij verkozen als aartsbisschop-elect van Bremen en is voorbestemd om zijn oom Gijsbert in die functie op te volgen.[1]
- Heilwig van Bronkhorst (ca. 1270 - na 1310) trouwde in 1289 met Hendrik I van Holstein graaf van Holstein (1258 - 5 augustus 1304) zoon van Gerard I van Holstein-Itzehoe (ovl. 1332) en Elisabeth van Mecklenburg (ovl. 1325).

In Nederland wordt de zoon Floris -en daarmee zijn zus Heilwig- beschouwd als een zoon van Willem II van Bronckhorst, waardoor hij alsnog een kleinzoon van Gijsbert III van Bronckhorst is.